# Formule 1 v roce 1972
Sezóna Formule 1 1972 byla 23. sezónou Mistrovství světa Formule 1, závodní série pořádané pod hlavičkou Mezinárodní automobilové federace (FIA). Sezóna zahrnovala 12. mistrovských a 6 nemistrovských závodů. Mistrovství světa se konalo mezi 23. lednem a 8. říjnem.
Emerson Fittipaldi, jezdící za Lotus, se ve svých 25 letech stal dosud nejmladším mistrem světa. Tento rekord vydržel až do titulu Fernanda Alonsa v roce 2005. Úřadující šampion Jackie Stewart skončil v šampionátu na druhém místě. Tým Lotus skončil celkově pátý v pořadí sezóny 1971, ale neustále vyvíjel svůj inovativní „klínový“ design vozu Lotus 72, aby získal překvapivé vítězství v šampionátu. Vůz měl nápadné černo-zlaté zbarvení podle jejich sponzora Imperial Tobacco, které představilo novou značku cigaret John Player Special.
Tým British Racing Motors (BRM) získal své poslední vítězství, když Jean-Pierre Beltoise vyhrál Grand Prix Monaka 1972 zasaženou deštěm s vozem BRM P160.

## Týmy a jezdci
| Účastník | Konstruktér              | Šasi                  | Motor                    | Pneumatiky | Jezdci               | Závody           |
| --- | ------------------------ | --------------------- | ------------------------ | ---------- | -------------------- | ---------------- |
| Motor Racing Developments                                                                                     | Brabham-Ford             | BT33 BT34 BT37        | Ford Cosworth DFV 3,0 V8 | G          | Graham Hill          | Vše              |
| Motor Racing Developments                                                                                     | Brabham-Ford             | BT33 BT34 BT37        | Ford Cosworth DFV 3,0 V8 | G          | Carlos Reutemann     | 1–2, 5–12        |
| Motor Racing Developments                                                                                     | Brabham-Ford             | BT33 BT34 BT37        | Ford Cosworth DFV 3,0 V8 | G          | Wilson Fittipaldi    | 3–12             |
| Marlboro BRM España Marlboro BRM Austria Marlboro BRM                                                         | BRM                      | P160B P153 P180 P160C | BRM P142 3,0 V12         | F          | Howden Ganley        | 1–6, 8–12        |
| Marlboro BRM España Marlboro BRM Austria Marlboro BRM                                                         | BRM                      | P160B P153 P180 P160C | BRM P142 3,0 V12         | F          | Reine Wisell         | 1, 3–4, 6, 8, 10 |
| Marlboro BRM España Marlboro BRM Austria Marlboro BRM                                                         | BRM                      | P160B P153 P180 P160C | BRM P142 3,0 V12         | F          | Peter Gethin         | 1–7, 9–12        |
| Marlboro BRM España Marlboro BRM Austria Marlboro BRM                                                         | BRM                      | P160B P153 P180 P160C | BRM P142 3,0 V12         | F          | Alex Soler-Roig      | 1, 3             |
| Marlboro BRM España Marlboro BRM Austria Marlboro BRM                                                         | BRM                      | P160B P153 P180 P160C | BRM P142 3,0 V12         | F          | Helmut Marko         | 1–2, 4–6         |
| Marlboro BRM España Marlboro BRM Austria Marlboro BRM                                                         | BRM                      | P160B P153 P180 P160C | BRM P142 3,0 V12         | F          | Jean-Pierre Beltoise | 2–12             |
| Marlboro BRM España Marlboro BRM Austria Marlboro BRM                                                         | BRM                      | P160B P153 P180 P160C | BRM P142 3,0 V12         | F          | Vern Schuppan        | 5                |
| Marlboro BRM España Marlboro BRM Austria Marlboro BRM                                                         | BRM                      | P160B P153 P180 P160C | BRM P142 3,0 V12         | F          | Jackie Oliver        | 7                |
| Marlboro BRM España Marlboro BRM Austria Marlboro BRM                                                         | BRM                      | P160B P153 P180 P160C | BRM P142 3,0 V12         | F          | Bill Brack           | 11               |
| Marlboro BRM España Marlboro BRM Austria Marlboro BRM                                                         | BRM                      | P160B P153 P180 P160C | BRM P142 3,0 V12         | F          | Brian Redman         | 12               |
| Scuderia Ferrari SpA SEFAC                                                                                    | Ferrari                  | 312B2                 | Ferrari 001/1 3,0 F12    | F          | Jacky Ickx           | Vše              |
| Scuderia Ferrari SpA SEFAC                                                                                    | Ferrari                  | 312B2                 | Ferrari 001/1 3,0 F12    | F          | Clay Regazzoni       | 1–5, 8–12        |
| Scuderia Ferrari SpA SEFAC                                                                                    | Ferrari                  | 312B2                 | Ferrari 001/1 3,0 F12    | F          | Mario Andretti       | 1–3, 10, 12      |
| Scuderia Ferrari SpA SEFAC                                                                                    | Ferrari                  | 312B2                 | Ferrari 001/1 3,0 F12    | F          | Nanni Galli          | 6                |
| Scuderia Ferrari SpA SEFAC                                                                                    | Ferrari                  | 312B2                 | Ferrari 001/1 3,0 F12    | F          | Arturo Merzario      | 7–8              |
| John Player Team Lotus World Wide Racing                                                                      | Lotus-Ford               | 72D                   | Ford Cosworth DFV 3,0 V8 | F          | Emerson Fittipaldi   | Vše              |
| John Player Team Lotus World Wide Racing                                                                      | Lotus-Ford               | 72D                   | Ford Cosworth DFV 3,0 V8 | F          | David Walker         | 1–9, 12          |
| John Player Team Lotus World Wide Racing                                                                      | Lotus-Ford               | 72D                   | Ford Cosworth DFV 3,0 V8 | F          | Reine Wisell         | 11–12            |
| STP March Racing Team                                                                                         | March-Ford               | 721 721X 721G         | Ford Cosworth DFV 3,0 V8 | G          | Ronnie Peterson      | Vše              |
| STP March Racing Team                                                                                         | March-Ford               | 721 721X 721G         | Ford Cosworth DFV 3,0 V8 | G          | Niki Lauda           | Vše              |
| Équipe Matra Sports                                                                                           | Matra                    | MS120C MS120D         | Matra MS72 3,0 V12       | G          | Chris Amon           | Vše              |
| Yardley Team McLaren                                                                                          | McLaren-Ford             | M19A M19C             | Ford Cosworth DFV 3,0 V8 | G          | Denny Hulme          | Vše              |
| Yardley Team McLaren                                                                                          | McLaren-Ford             | M19A M19C             | Ford Cosworth DFV 3,0 V8 | G          | Peter Revson         | 1–3, 5, 7, 9–12  |
| Yardley Team McLaren                                                                                          | McLaren-Ford             | M19A M19C             | Ford Cosworth DFV 3,0 V8 | G          | Brian Redman         | 4, 6, 8          |
| Yardley Team McLaren                                                                                          | McLaren-Ford             | M19A M19C             | Ford Cosworth DFV 3,0 V8 | G          | Jody Scheckter       | 12               |
| Brooke Bond Oxo - Rob Walker Team Surtees Ceramica Pagnossin Team Surtees Flame Out Team Surtees Team Surtees | Surtees-Ford             | TS9B TS14             | Ford Cosworth DFV 3,0 V8 | F          | Tim Schenken         | Vše              |
| Brooke Bond Oxo - Rob Walker Team Surtees Ceramica Pagnossin Team Surtees Flame Out Team Surtees Team Surtees | Surtees-Ford             | TS9B TS14             | Ford Cosworth DFV 3,0 V8 | F          | Andrea de Adamich    | Vše              |
| Brooke Bond Oxo - Rob Walker Team Surtees Ceramica Pagnossin Team Surtees Flame Out Team Surtees Team Surtees | Surtees-Ford             | TS9B TS14             | Ford Cosworth DFV 3,0 V8 | F          | Mike Hailwood        | 2–10, 12         |
| Brooke Bond Oxo - Rob Walker Team Surtees Ceramica Pagnossin Team Surtees Flame Out Team Surtees Team Surtees | Surtees-Ford             | TS9B TS14             | Ford Cosworth DFV 3,0 V8 | F          | John Surtees         | 10, 12           |
| Elf Team Tyrrell                                                                                              | Elf Tyrrell-Ford         | 003 002 004 005 006   | Ford Cosworth DFV 3,0 V8 | G          | Jackie Stewart       | 1–4, 6–12        |
| Elf Team Tyrrell                                                                                              | Elf Tyrrell-Ford         | 003 002 004 005 006   | Ford Cosworth DFV 3,0 V8 | G          | François Cevert      | Vše              |
| Elf Team Tyrrell                                                                                              | Elf Tyrrell-Ford         | 003 002 004 005 006   | Ford Cosworth DFV 3,0 V8 | G          | Patrick Depailler    | 6, 12            |
| Team Williams Motul                                                                                           | March-Ford Politoys-Ford | 711 721 FX3           | Ford Cosworth DFV 3,0 V8 | G          | Henri Pescarolo      | Vše              |
| Team Williams Motul                                                                                           | March-Ford Politoys-Ford | 711 721 FX3           | Ford Cosworth DFV 3,0 V8 | G          | Carlos Pace          | 2–12             |
| Team Eifelland Caravans                                                                                       | Eifelland-Ford           | 21                    | Ford Cosworth DFV 3,0 V8 | G          | Rolf Stommelen       | 2–9              |
| Lucky Strike Racing                                                                                           | Lotus-Ford               | 72D                   | Ford Cosworth DFV 3,0 V8 | F          | Dave Charlton        | 2, 6–8           |
| Team Gunston                                                                                                  | Surtees-Ford             | TS9                   | Ford Cosworth DFV 3,0 V8 | F          | John Love            | 2                |
| Team Gunston                                                                                                  | Brabham-Ford             | BT33                  | Ford Cosworth DFV 3,0 V8 | F          | William Ferguson     | 2                |
| Clarke-Mordaunt-Guthrie Racing                                                                                | March-Ford               | 721G                  | Ford Cosworth DFV 3,0 V8 | F          | Mike Beuttler        | 3–12             |
| Martini Racing                                                                                                | Tecno                    | PA123/3               | Tecno Series-P 3,0 F12   | F          | Nanni Galli          | 5, 7, 9–10       |
| Martini Racing                                                                                                | Tecno                    | PA123/3               | Tecno Series-P 3,0 F12   | F          | Derek Bell           | 6, 8, 10–12      |
| Darnval Connew Racing Team                                                                                    | Connew-Ford              | PC1                   | Ford Cosworth DFV 3,0 V8 | F          | François Migault     | 7, 9             |
| Gene Mason Racing                                                                                             | March-Ford               | 711                   | Ford Cosworth DFV 3,0 V8 | F          | Skip Barber          | 11–12            |
| Champcarr Inc.                                                                                                | Surtees-Ford             | TS9B                  | Ford Cosworth DFV 3,0 V8 | F          | Sam Posey            | 12               |

### Změny před sezónou
- BRM najala Reine Wisella z Lotusu a Jeana-Pierra Beltoise z Matry. Tým ztratil Jo Sifferta, když zemřel během závodu Victory Race v roce 1971 v Brands Hatch.
- Po spolupráci s McLarenem v roce 1970 spolupracovala Alfa Romeo s Marchem v roce 1971. Obě kampaně byly neúspěšné a italská firma se z Formule 1 stáhla. (Vrátili se s Brabhamem v roce 1976.) March povýšil jejich pilota Formule 2 Nikiho Laudu do týmu Formule 1, zatímco Rakušan pokračoval v závodění i ve Formuli 2.
- V Lotusu se k Emersonovi Fittipaldimu připojil David Walker, zatímco McLaren podepsal šampiona Can-Am z roku 1971 Petera Revsona. Předtím spolu pracovali v Indianapolis 500 v roce 1971.
- Poté, co se Beltoise přestěhoval do BRM, tak Matra zredukovala své působení na pouhé jedno auto.
- Tým Surtees podepsal Tima Schenkena z Brabhamu a Andreu de Adamicha z Marche. Mike Hailwood byl povýšen na plný úvazek a mezitím jezdil i ve Formuli 2, ve které vyhrál titul. Majitel John Surtees se zaměřil na svou manažerskou roli a na konci sezóny odešel ze závodění.
- Brabham v rukou nového generálního ředitele Bernieho Ecclestonea povýšil svého jezdce z Formule 2 Carlose Reutemanna, aby závodil vedle veterána Grahama Hilla. Wilson Fittipaldi Júnior obsadil třetí vůz Brabhamu.
- Do svého třetího roku jako vlastníka týmu ve Formuli 1 Frank Williams získal sponzorství od francouzské ropné společnosti Motul, díky které mohl koupit nový March 721 pro svého jezdce Henriho Pescarola. Do týmu také povýšil svého jezdce z Formule 2 Carlose Paceho a dal mu minulo roční March 711. Williams zkoušel vůz Politoys FX3, ale řízení vozu selhalo v první jízdě, která proběhla během Grand Prix Velké Británie, a šasi bylo těžce poškozené.

### Změny během sezóny
- Günther Hennerici, majitel společnosti Eifelland na výrobu karavanů, se oženil s pilotkou Formule 2 Hannelore Wernerovou. Společně založili závodní tým, který v roce 1971 soutěžil v německém šampionátu Formule 3, než se v roce 1972 připojil do Formule 1. Od druhého závodu sezóny nastoupili s přepracovaným vozem March 721 pod jménem Eifelland a podepsali smlouvu s Rolfem Stommelenem z týmu Surtees. Než však sezóna skončila, ze šampionátu odstoupili a zaměřili své úsilí na Formuli 3.
- Tecno byl úspěšný italský motokárový a závodní tým. Se sponzorstvím od Martini si postavili vlastní šasi pro Formuli 1 a v roce 1972 vstoupili do šampionátu od Grand Prix Belgie. Podepsali Nanni Galliho, který přišel z týmu March.
- Connew Racing Team měl v úmyslu vstoupit a soutěžit v celé sezóně 1972, ale podařilo se mu odstartovat pouze do Grand Prix Rakouska s francouzským jezdcem Francoisem Migaultem za volantem. Své vlastnoručně vyrobené šasi upravili tak, aby splňovaly předpisy Formule 5000 pro rok 1973, ale na konci tohoto roku vůz havaroval a tým se rozpadl.

## Kalendář
| Pořadí | Grand Prix                       | Okruh                                        | Datum        |
| ------ | -------------------------------- | -------------------------------------------- | ------------ |
| 1      | Grand Prix Argentiny             | Autódromo Oscar Alfredo Gálvez, Buenos Aires | 23. leden    |
| 2      | Grand Prix Jihoafrické republiky | Kyalami Grand Prix Circuit, Midrand          | 4. březen    |
| 3      | Grand Prix Španělska             | Circuito Permanente Del Jarama, Madrid       | 1. květen    |
| 4      | Grand Prix Monaka                | Circuit de Monaco, Monte Carlo               | 14. květen   |
| 5      | Grand Prix Belgie                | Nivelles-Baulers, Nivelles                   | 4. červen    |
| 6      | Grand Prix Francie               | Charade Circuit, Clermont-Ferrand            | 2. červenec  |
| 7      | Grand Prix Velké Británie        | Brands Hatch, West Kingsdown                 | 15. červenec |
| 8      | Grand Prix Německa               | Nürburgring, Nürburg                         | 30. červenec |
| 9      | Grand Prix Rakouska              | Österreichring, Spielberg                    | 13. srpen    |
| 10     | Grand Prix Itálie                | Autodromo Nazionale di Monza, Monza          | 13. září     |
| 11     | Grand Prix Kanady                | Mosport Park, Bowmanville                    | 24. září     |
| 12     | Grand Prix USA                   | Watkins Glen International, New York         | 8. říjen     |

### Změny v kalendáři
- Grand Prix Argentiny se do kalendáře vrátila poprvé od roku 1960. Znovu se závodilo na okruhu Autódromo Oscar y Juan Gálvez.
- Grand Prix Belgie se také vrátila poté, co byl závod v roce 1971 zrušen kvůli tomu, že okruh Circuit de Spa-Francorchamps nesplnil povinné bezpečnostní normy. V roce 1972 se závod konal na okruhu Nivelles-Baulers.
- Grand Prix Španělska byla přesunuta z Montjuïc do Jaramy v rámci střídání události mezi dvěma okruhy. Stejně tak byla Grand Prix Francie přesunuta z okruhu Paul Ricard na okruh Charade a Grand Prix Velké Británie byla přesunuta ze Silverstone do Brands Hatch.

### Zrušené závody
- Formule 1 zamýšlela uspořádat druhou Grand Prix ve Spojených státech, nazvanou Grand Prix USA Západ, na okruhu Ontario Motor Speedway poblíž Los Angeles. Závod se měl konat 9. dubna a měl být třetím závodem v kalendáři. FIA požadovala po majitelích okruhu, aby nejprve uspořádali testovací závod, ale ti nevyhověli a závod byl zrušen.
- Grand Prix Nizozemska byla původně naplánována na 18. června mezi Grand Prix Belgie a Francie, ale byla zrušena kvůli bezpečnostním vylepšením, které nebyly na okruhu Zandvoort dokončeny včas před závodem, kvůli nedostatku financí.[3]
- Grand Prix Mexika byla naplánována na 22. října, jako poslední závod šampionátu, ale byla zrušena poté, co místní zájem opadl po smrti Pedra Rodrígueze, který zemřel při havárii sportovního vozu v roce 1971.[4]

## Změny předpisů

### Technické předpisy
- Minimální hmotnost vozu byla zvýšena z 530 kg na 550 kg.[5]
- Stejně jako v letech 1966 až 1969 mohly nyní vozy se stlačeným motorem, například s turbodmychadlem, mít zdvihový objem 1500 cm³. (Na dva roky mezitím byl snížen na 500 cm³.) Maximální zdvihový objem pro motory s přirozeným sáním zůstal na 3 000 cm³.[5]

### Bezpečnostní předpisy
Bezpečnost se ve Formuli 1 stala vážným tématem. Od roku 1969 začaly být instalované některé bezpečnostní prvky. Rok 1972 byl první sezónou, kdy všechny navštívené okruhy odpovídaly povinným bezpečnostním normám. Byla zveřejněna oficiální kritéria bezpečnosti okruhu, včetně například specifikací oplocení proti úlomkům.
Na vozech byla také povinná některá bezpečnostní opatření:
- Palivové nádrže musely být vyloženy „bezpečnostní pěnou“.
- Žádná hořčíková deska nesměla mít tloušťku menší než 3 milimetry.
- Jezdec musel mít opěrku hlavy.
- Byly stanoveny minimální rozměry pro kokpit.
- Jezdec musel být zajištěn 6bodovým pásem.
- Byl navržen jeden spínač tak, aby odpojil elektrické komponenty na voze a spustil hasicí přístroj.
- Na zadní část vozu bylo namontováno 15W červené světlo.

### Sportovní předpisy
Byl zveřejněn první Kodex chování jezdců.

## Výsledky a pořadí

### Grands Prix
| Pořadí | Grand Prix                       | Pole position      | Nejrychlejší kolo    | Vítěz závodu         | Vítězný tým  | Pneumatiky | Výsledky |
| ------ | -------------------------------- | ------------------ | -------------------- | -------------------- | ------------ | ---------- | -------- |
| 1      | Grand Prix Argentiny             | Carlos Reutemann   | Jackie Stewart       | Jackie Stewart       | Tyrrell-Ford | G          | Výsledky |
| 2      | Grand Prix Jihoafrické republiky | Jackie Stewart     | Mike Hailwood        | Denny Hulme          | McLaren-Ford | G          | Výsledky |
| 3      | Grand Prix Španělska             | Jacky Ickx         | Jacky Ickx           | Emerson Fittipaldi   | Lotus-Ford   | F          | Výsledky |
| 4      | Grand Prix Monaka                | Emerson Fittipaldi | Jean-Pierre Beltoise | Jean-Pierre Beltoise | BRM          | F          | Výsledky |
| 5      | Grand Prix Belgie                | Emerson Fittipaldi | Chris Amon           | Emerson Fittipaldi   | Lotus-Ford   | F          | Výsledky |
| 6      | Grand Prix Francie               | Chris Amon         | Chris Amon           | Jackie Stewart       | Tyrrell-Ford | G          | Výsledky |
| 7      | Grand Prix Velké Británie        | Jacky Ickx         | Jackie Stewart       | Emerson Fittipaldi   | Lotus-Ford   | F          | Výsledky |
| 8      | Grand Prix Německa               | Jacky Ickx         | Jacky Ickx           | Jacky Ickx           | Ferrari      | F          | Výsledky |
| 9      | Grand Prix Rakouska              | Emerson Fittipaldi | Denny Hulme          | Emerson Fittipaldi   | Lotus-Ford   | F          | Výsledky |
| 10     | Grand Prix Itálie                | Jacky Ickx         | Jacky Ickx           | Emerson Fittipaldi   | Lotus-Ford   | F          | Výsledky |
| 11     | Grand Prix Kanady                | Peter Revson       | Jackie Stewart       | Jackie Stewart       | Tyrrell-Ford | G          | Výsledky |
| 12     | Grand Prix USA                   | Jackie Stewart     | Jackie Stewart       | Jackie Stewart       | Tyrrell-Ford | G          | Výsledky |

### Bodový systém
Body získalo šest nejlepších klasifikovaných jezdců. Mezinárodní pohár konstruktérů započítával pouze body jezdce s nejvyšším umístěním v každém závodě. Pro Mistrovství i Pohár se počítalo pět nejlepších výsledků z kol 1-6 a pět nejlepších výsledky z kol 7-12.
Čísla bez závorek jsou mistrovské body a čísla v závorkách představují celkový počet získaných bodů. Body byly udělovány v následujícím systému:
| Umístění | 1. | 2. | 3. | 4. | 5. | 6. |
| -------- | -- | -- | -- | -- | -- | -- |
| Body     | 9  | 6  | 4  | 3  | 2  | 1  |
| Zdroj:   |    |    |    |    |    |    |

### Pořadí jedzců
| Poř. | Jezdec               | ARG | RSA | ESP | MON | BEL | FRA | GBR | GER | AUT | ITA | CAN | USA | Body |
| ---- | -------------------- | --- | --- | --- | --- | --- | --- | --- | --- | --- | --- | --- | --- | ---- |
| 1    | Emerson Fittipaldi   | Ret | 2   | 1   | 3   | 1   | 2   | 1   | Ret | 1   | 1   | 11  | Ret | 61   |
| 2    | Jackie Stewart       | 1   | Ret | Ret | 4   |     | 1   | 2   | 11  | 7   | Ret | 1   | 1   | 45   |
| 3    | Denny Hulme          | 2   | 1   | Ret | 15  | 3   | 7   | 5   | Ret | 2   | 3   | 3   | 3   | 39   |
| 4    | Jacky Ickx           | 3   | 8   | 2   | 2   | Ret | 11  | Ret | 1   | Ret | Ret | 12  | 5   | 27   |
| 5    | Peter Revson         | Ret | 3   | 5   |     | 7   |     | 3   |     | 3   | 4   | 2   | 18  | 23   |
| 6    | François Cevert      | Ret | 9   | Ret | NC  | 2   | 4   | Ret | 10  | 9   | Ret | Ret | 2   | 15   |
| 7    | Clay Regazzoni       | 4   | 12  | 3   | Ret | Ret |     |     | 2   | Ret | Ret | 5   | 8   | 15   |
| 8    | Mike Hailwood        |     | Ret | Ret | Ret | 4   | 6   | Ret | Ret | 4   | 2   |     | 17  | 13   |
| 9    | Ronnie Peterson      | 6   | 5   | Ret | 11  | 9   | 5   | 7   | 3   | 12  | 9   | DSQ | 4   | 12   |
| 10   | Chris Amon           | DNS | 15  | Ret | 6   | 6   | 3   | 4   | 15  | 5   | Ret | 6   | 15  | 12   |
| 11   | Jean-Pierre Beltoise |     | Ret | Ret | 1   | Ret | 15  | 11  | 9   | 8   | 8   | Ret | Ret | 9    |
| 12   | Mario Andretti       | Ret | 4   | Ret |     |     |     |     |     |     | 7   |     | 6   | 4    |
| 13   | Howden Ganley        | 9   | NC  | Ret | Ret | 8   | DNS |     | 4   | 6   | 11  | 10  | Ret | 4    |
| 14   | Brian Redman         |     |     |     | 5   |     | 9   |     | 5   |     |     |     | Ret | 4    |
| 15   | Graham Hill          | Ret | 6   | 10  | 12  | Ret | 10  | Ret | 6   | Ret | 5   | 8   | 11  | 4    |
| 16   | Carlos Reutemann     | 7   | Ret |     |     | 13  | 12  | 8   | Ret | Ret | Ret | 4   | Ret | 3    |
| 17   | Andrea de Adamich    | Ret | NC  | 4   | 7   | Ret | 14  | Ret | 13  | 14  | Ret | Ret | Ret | 3    |
| 18   | Carlos Pace          |     | 17  | 6   | 17  | 5   | Ret | Ret | NC  | NC  | Ret | 9   | Ret | 3    |
| 19   | Tim Schenken         | 5   | Ret | 8   | Ret | Ret | 17  | Ret | 14  | 11  | Ret | 7   | Ret | 2    |
| 20   | Arturo Merzario      |     |     |     |     |     |     | 6   | 12  |     |     |     |     | 1    |
| 21   | Peter Gethin         | Ret | NC  | Ret | Ret | Ret | DNS | Ret |     | 13  | 6   | Ret | Ret | 1    |
| —    | Wilson Fittipaldi    |     |     | 7   | 9   | Ret | 8   | 12  | 7   | Ret | Ret | Ret | Ret | 0    |
| —    | Niki Lauda           | 11  | 7   | Ret | 16  | 12  | Ret | 9   | Ret | 10  | 13  | DSQ | NC  | 0    |
| —    | Patrick Depailler    |     |     |     |     |     | NC  |     |     |     |     |     | 7   | 0    |
| —    | Helmut Marko         | 10  | 14  |     | 8   | 10  | Ret |     |     |     |     |     |     | 0    |
| —    | Mike Beuttler        |     |     | DNQ | 13  | Ret | 19  | 13  | 8   | Ret | 10  | NC  | 13  | 0    |
| —    | Henri Pescarolo      | 8   | 11  | 11  | Ret | NC  | DNS | Ret | Ret | DNS | DNQ | 13  | 14  | 0    |
| —    | David Walker         | DSQ | 10  | 9   | 14  | 14  | 18  | Ret | Ret | Ret |     |     | Ret | 0    |
| —    | Jody Scheckter       |     |     |     |     |     |     |     |     |     |     |     | 9   | 0    |
| —    | Rolf Stommelen       |     | 13  | Ret | 10  | 11  | 16  | 10  | Ret | 15  |     |     |     | 0    |
| —    | Reine Wisell         | Ret |     | Ret | Ret |     | Ret |     | Ret |     | 12  | Ret | 10  | 0    |
| —    | Sam Posey            |     |     |     |     |     |     |     |     |     |     |     | 12  | 0    |
| —    | Nanni Galli          |     |     |     |     | Ret | 13  | Ret |     | NC  | Ret |     |     | 0    |
| —    | Skip Barber          |     |     |     |     |     |     |     |     |     |     | NC  | 16  | 0    |
| —    | John Love            |     | 16  |     |     |     |     |     |     |     |     |     |     | 0    |
| —    | Dave Charlton        |     | Ret |     |     |     | DNQ | Ret | Ret |     |     |     |     | 0    |
| —    | Derek Bell           |     |     |     |     |     | DNS |     | Ret |     | DNQ | DNS | Ret | 0    |
| —    | Alex Soler-Roig      | Ret |     | Ret |     |     |     |     |     |     |     |     |     | 0    |
| —    | Jackie Oliver        |     |     |     |     |     |     | Ret |     |     |     |     |     | 0    |
| —    | François Migault     |     |     |     |     |     |     | DNS |     | Ret |     |     |     | 0    |
| —    | John Surtees         |     |     |     |     |     |     |     |     |     | Ret |     | DNS | 0    |
| —    | Bill Brack           |     |     |     |     |     |     |     |     |     |     | Ret |     | 0    |
| —    | William Ferguson     |     | DNS |     |     |     |     |     |     |     |     |     |     | 0    |
| —    | Vern Schuppan        |     |     |     |     | DNS |     |     |     |     |     |     |     | 0    |
| Poř. | Jezdec               | ARG | RSA | ESP | MON | BEL | FRA | GBR | GER | AUT | ITA | CAN | USA | Body |

| Legenda k tabulce | Legenda k tabulce                                                                       |
| Barva             | Výsledek                                                                                |
| ----------------- | --------------------------------------------------------------------------------------- |
| Zlatá             | Vítěz                                                                                   |
| Stříbrná          | 2. místo                                                                                |
| Bronzová          | 3. místo                                                                                |
| Zelená            | Bodované umístění                                                                       |
| Modrá             | Nebodované umístění                                                                     |
| Modrá             | Dokončil neklasifikován (NC)                                                            |
| Fialová           | Odstoupil (Ret)                                                                         |
| Červená           | Nekvalifikoval se (DNQ)                                                                 |
| Červená           | Nepředkvalifikoval se (DNPQ)                                                            |
| Černá             | Diskvalifikován (DSQ)                                                                   |
| Bílá              | Nestartoval (DNS)                                                                       |
| Bílá              | Závod zrušen (C)                                                                        |
| Světle modrá      | Pouze trénoval (PO)                                                                     |
| Světle modrá      | Páteční testovací jezdec (TD)                                                           |
| Bez barvy         | Netrénoval (DNP)                                                                        |
| Bez barvy         | Vyřazen (EX)                                                                            |
| Bez barvy         | Nepřijel (DNA)                                                                          |
| Bez barvy         | Odvolal účast (WD)                                                                      |
| Bez barvy         | Nezúčastnil se (prázdné)                                                                |
| Označení          | Význam                                                                                  |
| Tučnost           | Pole position                                                                           |
| Kurzíva           | Nejrychlejší kolo                                                                       |
| †                 | Jezdec nedojel do cíle, ale byl klasifikován, protože odjel více než 90 % délky závodu. |
| ‡                 | Byl udělován poloviční počet bodů, protože bylo odjeto méně než 75 % délky závodu.      |
| Horní index       | Umístění bodujících jezdců ve sprintu                                                   |

### Pořadí konstruktérů
| Poř. | Konstruktér    | ARG | RSA | ESP | MON | BEL | FRA | GBR | GER | AUT | ITA | CAN | USA | Body    |
| ---- | -------------- | --- | --- | --- | --- | --- | --- | --- | --- | --- | --- | --- | --- | ------- |
| 1    | Lotus-Ford     | Ret | 2   | 1   | 3   | 1   | 2   | 1   | Ret | 1   | 1   | 11  | 10  | 61      |
| 2    | Tyrrell-Ford   | 1   | 9   | Ret | 4   | 2   | 1   | 2   | 10  | 7   | Ret | 1   | 1   | 51      |
| 3    | McLaren-Ford   | 2   | 1   | 5   | 5   | 3   | 7   | 3   | (5) | 2   | 3   | 2   | 3   | 47 (49) |
| 4    | Ferrari        | 3   | 4   | 2   | 2   | Ret | 11  | 6   | 1   | Ret | 7   | 5   | 5   | 33      |
| 5    | Surtees-Ford   | 5   | 16  | 4   | 7   | 4   | 6   | Ret | 13  | 4   | 2   | 7   | 12  | 18      |
| 6    | March-Ford     | 6   | 5   | 6   | 11  | 5   | 5   | 7   | 3   | 10  | 9   | 9   | 4   | 15      |
| 7    | BRM            | 9   | 14  | Ret | 1   | 8   | 15  | 11  | 4   | 6   | 6   | 10  | Ret | 14      |
| 8    | Matra          | DNS | 15  | Ret | 6   | 6   | 3   | 4   | 15  | 5   | Ret | 6   | 15  | 12      |
| 9    | Brabham-Ford   | 7   | 6   | 7   | 9   | 13  | 8   | 8   | 6   | Ret | 5   | 4   | 11  | 7       |
| —    | Eifelland-Ford |     | 13  | Ret | 10  | 11  | 16  | 10  | Ret | 15  |     |     |     | 0       |
| —    | Tecno          |     |     |     |     | Ret | DNS | Ret | Ret | NC  | Ret | DNS | Ret | 0       |
| —    | Politoys-Ford  |     |     |     |     |     |     | Ret |     |     |     |     |     | 0       |
| —    | Connew-Ford    |     |     |     |     |     |     | DNS |     | Ret |     |     |     | 0       |
| Poř. | Konstruktér    | ARG | RSA | ESP | MON | BEL | FRA | GBR | GER | AUT | ITA | CAN | USA | Body    |

| Legenda k tabulce | Legenda k tabulce                                                                       |
| Barva             | Výsledek                                                                                |
| ----------------- | --------------------------------------------------------------------------------------- |
| Zlatá             | Vítěz                                                                                   |
| Stříbrná          | 2. místo                                                                                |
| Bronzová          | 3. místo                                                                                |
| Zelená            | Bodované umístění                                                                       |
| Modrá             | Nebodované umístění                                                                     |
| Modrá             | Dokončil neklasifikován (NC)                                                            |
| Fialová           | Odstoupil (Ret)                                                                         |
| Červená           | Nekvalifikoval se (DNQ)                                                                 |
| Červená           | Nepředkvalifikoval se (DNPQ)                                                            |
| Černá             | Diskvalifikován (DSQ)                                                                   |
| Bílá              | Nestartoval (DNS)                                                                       |
| Bílá              | Závod zrušen (C)                                                                        |
| Světle modrá      | Pouze trénoval (PO)                                                                     |
| Světle modrá      | Páteční testovací jezdec (TD)                                                           |
| Bez barvy         | Netrénoval (DNP)                                                                        |
| Bez barvy         | Vyřazen (EX)                                                                            |
| Bez barvy         | Nepřijel (DNA)                                                                          |
| Bez barvy         | Odvolal účast (WD)                                                                      |
| Bez barvy         | Nezúčastnil se (prázdné)                                                                |
| Označení          | Význam                                                                                  |
| Tučnost           | Pole position                                                                           |
| Kurzíva           | Nejrychlejší kolo                                                                       |
| †                 | Jezdec nedojel do cíle, ale byl klasifikován, protože odjel více než 90 % délky závodu. |
| ‡                 | Byl udělován poloviční počet bodů, protože bylo odjeto méně než 75 % délky závodu.      |
| Horní index       | Umístění bodujících jezdců ve sprintu                                                   |

- Tučné výsledky se započítávají do součtů šampionátu.

## Nemistrovské závody
V roce 1972 se jely i další závody Formule 1, které se do mistrovství světa nepočítaly.
| Závod                              | Okruh        | Datum      | Vítěz závodu         | Vítězný konstruktér |
| ---------------------------------- | ------------ | ---------- | -------------------- | ------------------- |
| VII Race of Champions              | Brands Hatch | 19. březen | Emerson Fittipaldi   | Lotus-Cosworth      |
| I Grand Prix Brazílie              | Interlagos   | 30. březen | Carlos Reutemann     | Brabham-Cosworth    |
| XXIV BRDC International Trophy     | Silverstone  | 23. duben  | Emerson Fittipaldi   | Lotus-Cosworth      |
| XIX International Gold Cup         | Oulton Park  | 29. květen | Denny Hulme          | McLaren-Cosworth    |
| I Grand Prix Italské republiky     | Vallelunga   | 18. červen | Emerson Fittipaldi   | Lotus-Cosworth      |
| II World Championship Victory Race | Brands Hatch | 22. březen | Jean-Pierre Beltoise | BRM                 |